# Antoni Krahelski

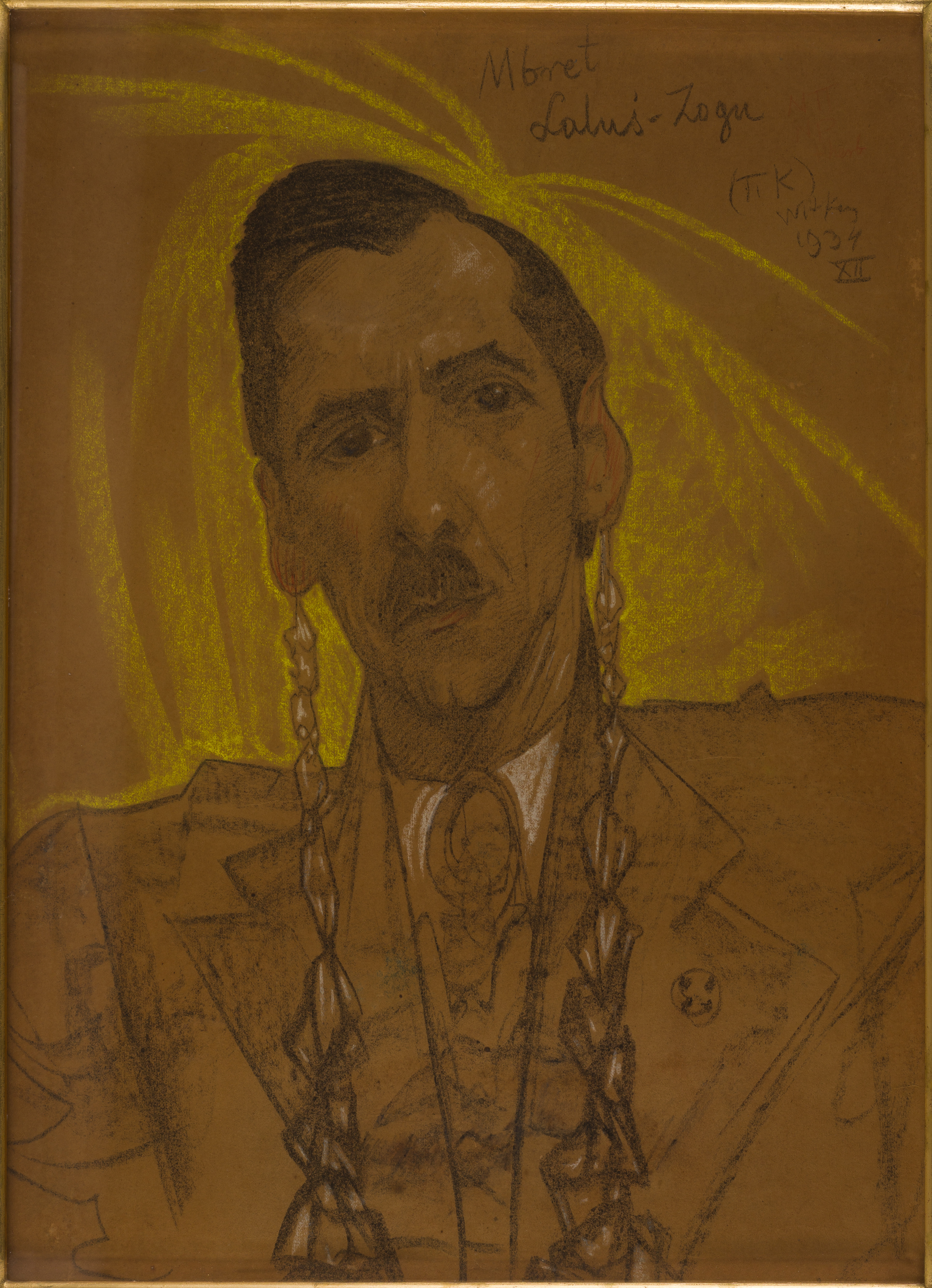
Portret Antoniego Krahelskiego namalowany przez Stanisława Ignacego Witkiewicza (1934)

Antoni Michał Krahelski (ur. 9 maja 1892 w Petersburgu, zm. 31 grudnia 1949 w Warszawie), polski inżynier technolog, działacz niepodległościowy i socjalistyczny

## Życiorys
Syn Mieczysława i Antoniny z Korczyców. Ukończył gimnazjum i ze złotym medalem Instytut Technologiczny w Petersburgu (1917). Podczas studiów działał w Związku Młodzieży Postępowo-Niepodległościowej. Członek PPS – Frakcja Rewolucyjna. Po wybuchu wojny współpracował z organizatorem Polskiej Organizacji Wojskowej  na terenie Rosji Franciszkiem Skąpskim, zajmując się m.in. przerzutem działaczy niepodległościowych przez Finlandię do Szwecji. Od marca 1915 służył wraz z Tadeuszem Szturm de Sztremem w lotnym oddziale wojskowym POW w Warszawie. Aresztowany przez Rosjan a następnie więziony (od 8 czerwca 1915 do 22 maja 1917). Był przetrzymywany początkowo w Arsenale warszawskim, potem w Twerze (1915)  a następnie od końca 1916 w Butyrkach i na Tagance w Moskwie. Po wyjściu na wolność działał nadal w PPS i POW na terenie Rosji aż do 15 listopada 1915. Jednocześnie był referentem Komisji Likwidacyjnej do spraw Królestwa Polskiego.
Po powrocie do kraju służył jako ochotnik w WP. Działał także w PPS-Opozycji, ale po wejściu jej do Komunistycznej Partii Polski  wycofał się z działalności politycznej. Od 1922 pracował jako inspektor w Ministerstwie Opieki Społecznej. a od 1930 był dyrektorem Państwowego Monopolu Spirytusowego. Od 1936 był delegatem zarządzającym Wspólnoty Interesów Górniczo-Hutniczych w Katowicach. Członek wielu rad nadzorczych m.in. Modrzejowskich Zakładów Górniczo-Hutniczych SA. Członek honorowy Stowarzyszenia Elektryków Polskich (1938). Jego dom w Katowicach był ośrodkiem ożywionego życia towarzyskiego, bywał tu m.in. Witkacy.
We wrześniu 1939 brał udział w obronie Warszawy. Podczas okupacji niemieckiej pracował w zakładach "Wuko" oraz działał w PPS-WRN. Był członkiem ZWZ-AK. Aresztowany w kwietniu 1942 i osadzony na Pawiaku do końca maja. Uczestniczył w pomocy znajdującym się w getcie warszawskim Żydom.
Po II wojnie światowej pracował początkowo jako kierownik działu w Wydziale Przemysłowym Urzędu Wojewódzkiego w Katowicach. Od września 1946 pracował w Ministerstwie Skarbu jako inspektor i członek Komisji Skarbu Państwa. W latach 1945–1948 był członkiem Polskiej Partii Socjalistycznej..
Od 1920 mąż znanej pisarki i działaczki społecznej Haliny ze Śleszyńskich (1886-1945). Mieli dzieci: bliźnięta Halinę i Mariana (ur. 1920 r.) i powstańca warszawskiego Lecha (1923-1975).
Pozostawił po sobie opublikowane wspomnienia: W "Pawiaku" warszawskim i moskiewskich Butyrkach, w: Za kratami więzień i drutami obozów, t. 1, red. Wacław Lipiński, Warszawa 1927, s. 23-25

## Odznaczenia
- Krzyż Niepodległości z Mieczami (1931)[3]
- Krzyż Oficerski Orderu Odrodzenia Polski[3]
- Krzyż Komandorski Order Trzech Gwiazd (Łotwa)[3]
- Krzyż Oficerski Order Świętego Sawy (Jugosławia)[3]